# Arxidiòcesi
L'arxidiòcesi (del grec archi-, 'ser el primer') és una diòcesi arquebisbal amb un rang superior a les convencionals.
L'arquebisbe acostuma a tenir a càrrec seu diverses diòcesis, encara que no en totes les arxidiòcesis no passa això, (per exemple, l'Arxidiòcesi Castrense d'Espanya no té cap diòcesi al seu càrrec). L'entitat que dirigeix la tasca religiosa en una arxidiòcesi és l'arquebisbat, el cap del qual és l'arquebisbe, que és nomenat pel Papa i està sota supervisió directa d'aquest (a diferència dels bisbes convencionals.
Algunes arxidiòcesis són al seu torn arxidiòcesis metropolitanes. Les arxidiòcesis metropolitanes van ser creades al segle v a la capital de cada província de l'Imperi Romà sent el seu cap un arquebisbe metropolità. Totes les d'aquest tipus són arxidiòcesi, però no totes les arxidiòcesis són metropolitanes.